# Suður á Nakki
Suður á Nakki (Kunoyarfjall) är ett berg på ön Kunoy i den norra delen av ögruppen Färöarna. Bergets högsta topp är 703 meter meter över havet, vilket för Suður á Nakki till Kunoys åttonde högsta topp. Berget ligger nära öns sydspets, inte långt från samhället Haraldssund som utgör den sydligaste bosättningen på ön.

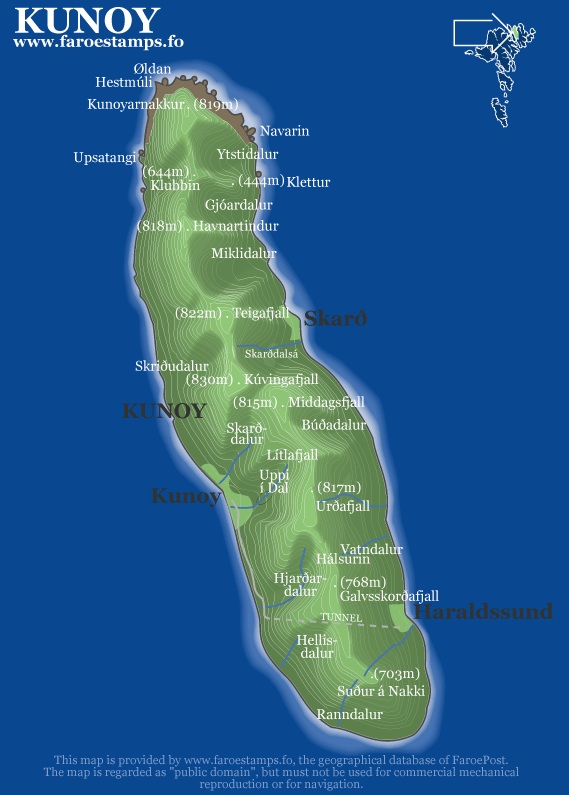
Karta över Konoy med Suður á Nakki utmärkt
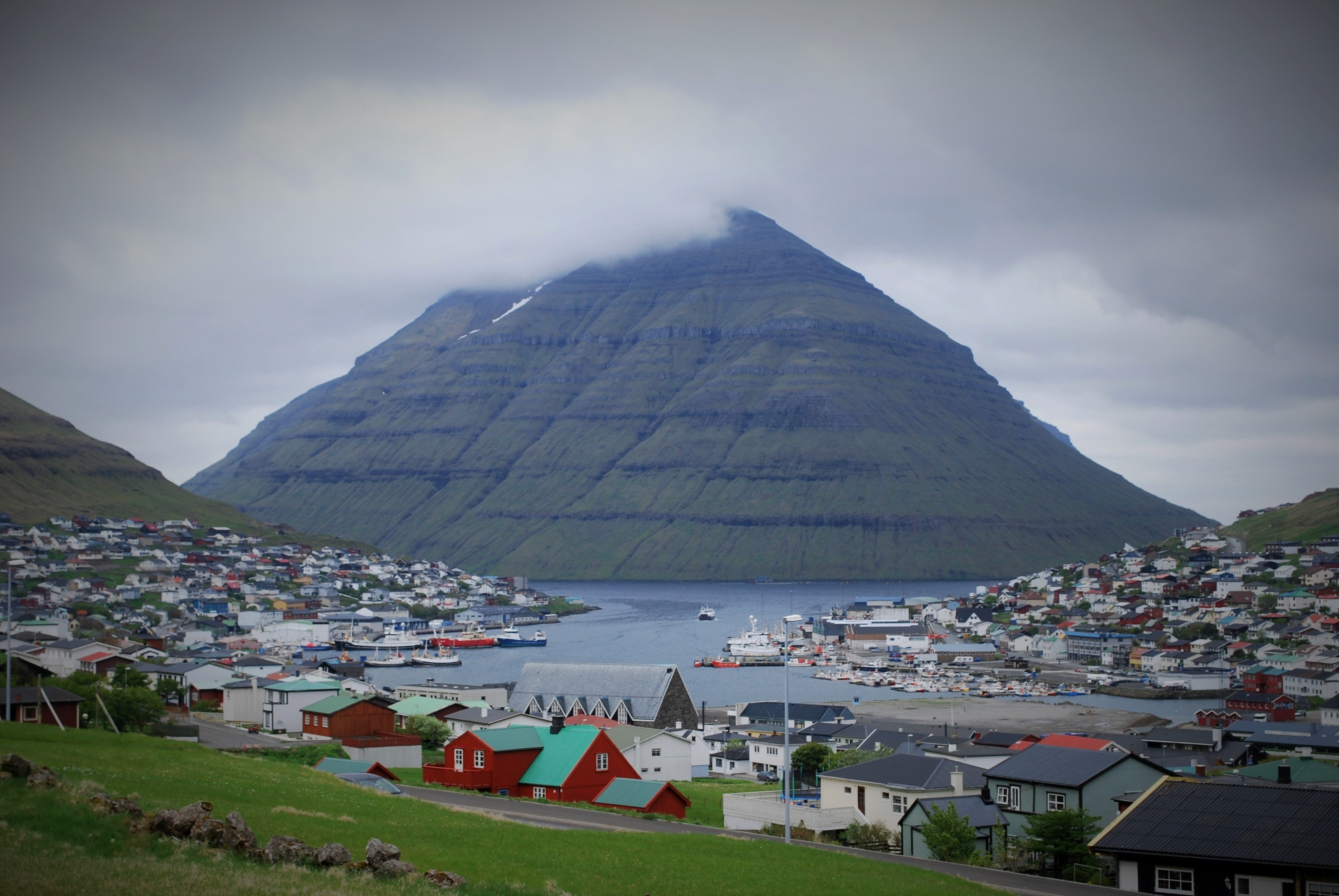
Suður á Nakki og Klaksvík på Borðoy